# Meginhard von Sponheim
Meginhard von Sponheim (* um 1085; † um 1135) entstammte dem rheinischen Zweig der Sponheimer, 1125 führt er den Titel Graf von Mörsberg.

## Leben

### Herkunft
Meginhard war ein Sohn von Stephan II. von Sponheim und vermutlich Sophia von Formbach. Seine beiden Geschwister waren Jutta von Sponheim und Hugo von Sponheim. Meginhard heiratete Mechthild von Mörsberg, Tochter von Adalbert von Mörsberg. Durch die Ehe erbte er Teile der Grafschaft Nellenburg mit der Vogtei über das Kloster Allerheiligen und der Vogtei des Stiftes Pfaffen-Schwabenheim (gebunden an die Burg Dill). Über die Schwiegermutter Mathilde von Bar, Tochter von Dietrich von Mousson, gelangte er an Besitzungen in Lothringen (Kloster St. Denis).

### Kloster Sponheim
1124 gründete er das Kloster Sponheim (bzw. beendete den Gründungsvorgang), indem er die Kirche samt zugehöriger Ausstattung an das Mainzer Erzstift übergab. An der Gründung beteiligten sich Meginhards Verwandte Richgard und deren Mann Graf Rudolf I. von Stade, indem sie das Kloster mit Gütern ausstatteten. Meginhard wurde Vogt des Klosters.

## Nachkommen
Söhne und Töchter von Meginhard und Mechthild sind urkundlich belegt, jedoch nicht alle namentlich bekannt. Mit einiger Sicherheit gehörte zu den Söhnen ein Gottfried von Sponheim, der das Erbe Meginhards antrat. Vermutlich ist Mechtild eine Tochter der beiden, die Simon von Saarbrücken heiratete. Möglicherweise ist der Kölner Domdekan Albert ein weiterer Sohn. Albert spielte als Kapellan und Notar unter Konrad III. und Friedrich I. eine bedeutende Rolle in der Reichskanzlei. Albert wurde später zudem Domherr und Domdekan zu Köln und Propst des Aachener Marienstifts. Ein indirekt genannter Rudolf von Sponheim, Begründer einer kurzlebigen Nebenlinie, könnte ein weiterer Sohn sein. Kraft von Sponheim, Abt des Klosters Sponheim gehört nicht zu den Söhnen, genauso wenig wie Hildtrud. Beide wurden von Johannes Trithemius zur Familie Sponheim gedichtet.